# Francisco Javier Oliete Valle
Francisco Javier Oliete Valle (Saragossa, 9 de setembre de 1970) és un exfutbolista aragonès, que ocupava la posició de defensa.

## Trajectòria
Es va formar al planter del FC Barcelona, sent habitual de les convocatòries de la selecció espanyola sub-16, sub-17, sub-18 o sub-20. Aplega al Barcelona Promeses la temporada 90/91, sense arribar a debutar amb el primer equip blaugrana, però juga en la màxima categoria amb l'Albacete Balompié la temporada 91/92. Eixe any qualla una bona temporada: disputa 25 partits i marca un gol.
A l'any següent, però, no té tanta sort i només apareix en nou ocasions. La temporada 93/94 és cedit al Celta de Vigo, on tot i jugar una mica més, no acaba de fer-se titular. Retorna a Albacete, amb qui juga 13 partits. La temporada 95/96 milita al Vila-real CF, a la categoria d'argent.
L'estiu de 1996 retorna a Primera amb l'Sporting de Gijón, amb qui jugaria 20 partits, la meitat de suplent i marcaria un gol. A la campanya següent recalaria a la UE Lleida.
Posteriorment, la carrera d'Oliete ha prosseguit per equips de la Tercera Divisió, com el Villarrobledo, l'At. Tarazona o el CD Teruel, on ha jugat durant quatre campanyes (02/06).